# 阿波観光バス
阿波観光バス株式会社（あわかんこうバス）は、かつて徳島県徳島市に本社を置いた貸切バス事業者、旅行会社。

## 沿革
- 1960年（昭和35年）11月 - 会社設立。
- 2014年（平成26年）7月22日 - 阿波観光バス株式会社から阿波観光バスサービス株式会社へ事業譲渡。
- 2016年（平成28年）12月20日 - 会社清算完了。

## 営業所
- 阿波観光株式会社本社
  - 〒771-0131 徳島県徳島市川内町大松252-1
- 旧阿南営業所(ツアー阿南発着場所)
  - 〒774-0017 徳島県阿南市見能林町青木199-1